# Gluma keyzeri
Gluma keyzeri är en tvåvingeart som beskrevs av Mcalpine 1991. Gluma keyzeri ingår i släktet Gluma och familjen tångflugor. Inga underarter finns listade i Catalogue of Life.